# Rahman Oğuz Kobya
Rahman Oğuz Kobya (* 22. September 1988 in Vakfıkebir, Provinz Trabzon) ist ein türkischer ehemaliger Fußballspieler.

## Karriere

### Verein
Rahman Oğuz Kobya begann mit dem Vereinsfußball in der Jugend von Çarşıbaşıbelediyespor und durchlief anschließend die Jugendmannschaft von Trabzonspor. Im Sommer 2007 wechselte er dann als Profifußballer zum Drittligisten Akçaabat Sebatspor und spielte hier zwei Spielzeiten lang durchgängig.
Anschließend wechselte er zur Saison 2009/10 zum Zweitligisten Adanaspor. In seiner ersten Saison erhielt er auf Anhieb einen Stammplatz und verpasste mit seiner Mannschaft den Aufstieg in die Süper Lig erst in der Relegation der TFF 1. Lig. Während er in der Saison 2010/11 regelmäßig als Auswechselspieler zum Einsatz kam eroberte er sich in der nächsten Saison wieder einen Stammplatz. In der Spielzeit 2011/12 schaffte er es mit seinem Verein bis ins Playoff-Finale der TFF 1. Lig. Im Finale unterlag man in der Verlängerung Kasımpaşa Istanbul 2:3 und verpasste somit den Aufstieg in die Süper Lig erst in der letzten Begegnung. Für die Rückrunde der Saison 2013/14 wurde er an den Drittligisten Yeni Malatyaspor ausgeliehen.
Im Sommer 2014 wechselte Kobya zum Drittligisten 1461 Trabzon.

### Nationalmannschaft
Emre Aktaş durchlief die türkische U-17-Jugendnationalmannschaft.